# Glottide

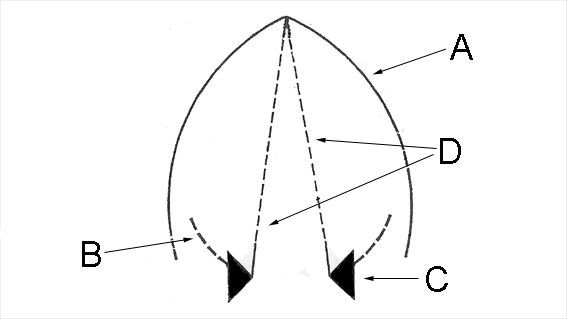
A: cartilagine tiroide; B: cartilagine cricoide; C: cartilagini aritenoidi; D: corde vocali

La glottide è il segmento intermedio della laringe in corrispondenza delle corde vocali.

## Descrizione
La glottide è posta all'altezza della laringe, che è l'organo preposto alla fonazione. È costituita per la maggior parte da uno scheletro di cartilagine diviso in tre sezioni: la cricoide, l'aritenoide e la tiroide (quest'ultima presente solo nei mammiferi). Queste sezioni vengono articolate da legamenti e muscoli che hanno il compito di restringere e dilatare, tendere e rilasciare le corde vocali. È la glottide che, in base alle varie posizioni assunte dalle corde vocali, modifica la colonna d'aria che giunge dai polmoni, per dar luogo a diversi modi di fonazione e controllare il grado di articolazione (la sonorità o sordità dei suoni), vari effetti, come il mormorato e il bisbigliato (o sussurrato), la laringalizzazione, il colpo di glottide e l'aspirazione. La glottide concorre esclusivamente alla produzione vocale. L'articolazione dei vari suoni avviene al livello dell'apparato oro-nasale, incontrando vari ostacoli (gli articolatori), che con il loro intervento produrranno i suoni del linguaggio.
La glottide serve a isolare l'apparato digerente dalle vie aeree (l'esofago dalla trachea). Durante la respirazione, la glottide resta aperta e permette l'ingresso e l'uscita dell'aria. Durante la deglutizione, per evitare che il cibo penetri nelle vie aeree, (nei mammiferi) è chiusa temporaneamente dall'epiglottide.
I suoni che si pronunciano utilizzando solo la glottide sono chiamate consonanti glottidali.

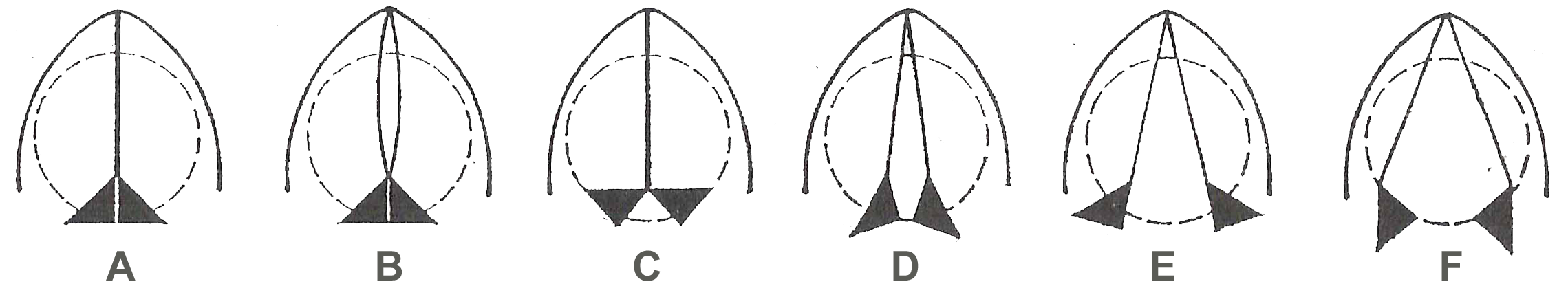